# 宮成隆
宮成 隆（みやなり たかし、1957年1月28日 - 2013年6月9日）は、山口県出身のサッカー選手、指導者。

## 来歴
山口県立山口高等学校、早稲田大学卒業。早稲田大学ア式蹴球部に所属し、第27回1978年インカレ優勝などに貢献し、全日本大学選抜や日本B代表などに選出されている。
大学を卒業後、山口に帰郷し高校教員となり、南陽工業高校、小野田高校、そして母校である山口高校で教鞭をとりながら各高校のサッカー部監督を務めた。一方で中国サッカーリーグ所属の山口サッカー教員団（現レノファ山口FC）に入団。1980年に中国リーグ得点王・1981年にアシスト王・1982年に得点王と3つタイトルを獲得した。現役引退後は、山口県サッカー協会の要職を歴任し、常任理事や技術委員長として活躍した。
2006年、将来の日本プロサッカーリーグ（Jリーグ）入りを目指して山口教員をクラブチーム化したレノファ山口FCの発足に尽力し、その初代監督に就任した。2008年中国リーグでチームを初優勝に導き同年の地決において初のグループリーグ突破するなどの成績を残したが、JFL昇格はならなかった。
2010年、監督を退任しゼネラルマネージャー (GM) ・総監督に就任。この年、「（サッカークラブの運営は）片手間ではできない」と教員を辞め、レノファの運営に専念する。維新百年記念公園近くの自宅敷地内にあったアパートの2階をレノファのクラブ事務所に改装し、遠征時にはマイクロバスのハンドルを握るなど、レノファの強化に全力を尽くしたが、GM在任中のJFL昇格は果たせなかった。また2011年に地元で開催された第66回国民体育大会に向けて強化し、大会では山口県成年男子監督についたが、結果を残せなかった。
2012年4月に悪性腫瘍の存在が判明。闘病生活に入り、シーズン終了後にこの年監督を務めた河村孝にGM職を譲り、退任。闘病に専念するが、2013年6月9日に肺癌により死去。56歳没。レノファはこの年第49回全国社会人サッカー選手権大会を制し、悲願のJFL昇格を決めた。

## 個人成績
| 国内大会個人成績 | 国内大会個人成績 | 国内大会個人成績 | 国内大会個人成績 | 国内大会個人成績             | 国内大会個人成績 | 国内大会個人成績 | 国内大会個人成績 | 国内大会個人成績 | 国内大会個人成績 | 国内大会個人成績 | 国内大会個人成績 |
| 年度             | クラブ           | 背番号           | リーグ           | リーグ戦                     | リーグ戦         | リーグ杯         | リーグ杯         | オープン杯       | オープン杯       | 期間通算         | 期間通算         |
| 年度             | クラブ           | 背番号           | リーグ           | 出場                         | 得点             | 出場             | 得点             | 出場             | 得点             | 出場             | 得点             |
| 日本             | 日本             | 日本             | 日本             | リーグ戦                     | リーグ戦         | JSL杯/ナビスコ杯 | JSL杯/ナビスコ杯 | 天皇杯           | 天皇杯           | 期間通算         | 期間通算         |
| ---------------- | ---------------- | ---------------- | ---------------- | ---------------------------- | ---------------- | ---------------- | ---------------- | ---------------- | ---------------- | ---------------- | ---------------- |
|                  | 山口             |                  | 中国             |                              |                  | -                | -                |                  |                  |                  |                  |
| 通算             | 日本             | 日本             | 中国             | \|\|\|\|\|\|\|\|\|\|\|\|\|\| |                  |                  |                  |                  |                  |                  |                  |
| 総通算           | 総通算           | 総通算           | 総通算           | \|\|\|\|\|\|\|\|\|\|\|\|\|\| |                  |                  |                  |                  |                  |                  |                  |

- 中国サッカーリーグ得点王 : 1980年、1982年
- 中国サッカーリーグアシスト王 ; 1981年

## 監督成績
| 年度 | チーム       | 所属 | 試合数 | 勝点 | 勝利     | 引分 | 敗戦     | 順位 | 天皇杯     |
| ---- | ------------ | ---- | ------ | ---- | -------- | ---- | -------- | ---- | ---------- |
| 2006 | レノファ山口 | 中国 | 14     | 25   | 7(1PK勝) | -    | 4(2PK負) | 4位  | 県予選敗退 |
| 2007 | レノファ山口 | 中国 | 17     | 25   | 7        | 4    | 6        | 3位  | 1回戦敗退  |
| 2008 | レノファ山口 | 中国 | 16     | 38   | 11       | 5    | 0        | 優勝 | 県予選敗退 |
| 2009 | レノファ山口 | 中国 | 18     | 40   | 13       | 1    | 4        | 2位  | 2回戦敗退  |

- 中国サッカーリーグ優勝 : 2008年

## 参考資料
- レノファ山口FC J3優勝＆J2昇格記念 公式メモリアルブック. レノファ山口FC. (2015-12-28). p. 127-130. ISBN 978-4-908199-05-9